# Laphria terminalis
Laphria terminalis är en tvåvingeart som beskrevs av Wulp 1872. Laphria terminalis ingår i släktet Laphria och familjen rovflugor. Inga underarter finns listade i Catalogue of Life.